# Xanthium italicum
La nappola italiana (nome scientifico Xanthium italicum Moretti, 1822)  è una pianta erbacea appartenente alla grande famiglia delle Asteraceae, con caratteristici frutti spinosi. Secondo gli ultimi orientamenti della comunità scientifica botanica italiana questa specie è declassificata a sottospecie:  Xanthium orientale L. subsp. italicum (Moretti) Greuter.

## Etimologia
Il nome generico (Xanthium) deriva dal greco e significa "giallo" in riferimento al fatto che anticamente queste piante erano usate per tingere di giallo le stoffe; mentre L'epiteto specifico (italicum) fa riferimento alle origini della pianta.

Il binomio scientifico attualmente accettato (Xanthium italicum) è stato proposto dal botanico italiano Giuseppe Moretti (1782 – 1853) nella pubblicazione Giornale di Fisica, Chimica e Storia Naturale del 1822.

## Descrizione

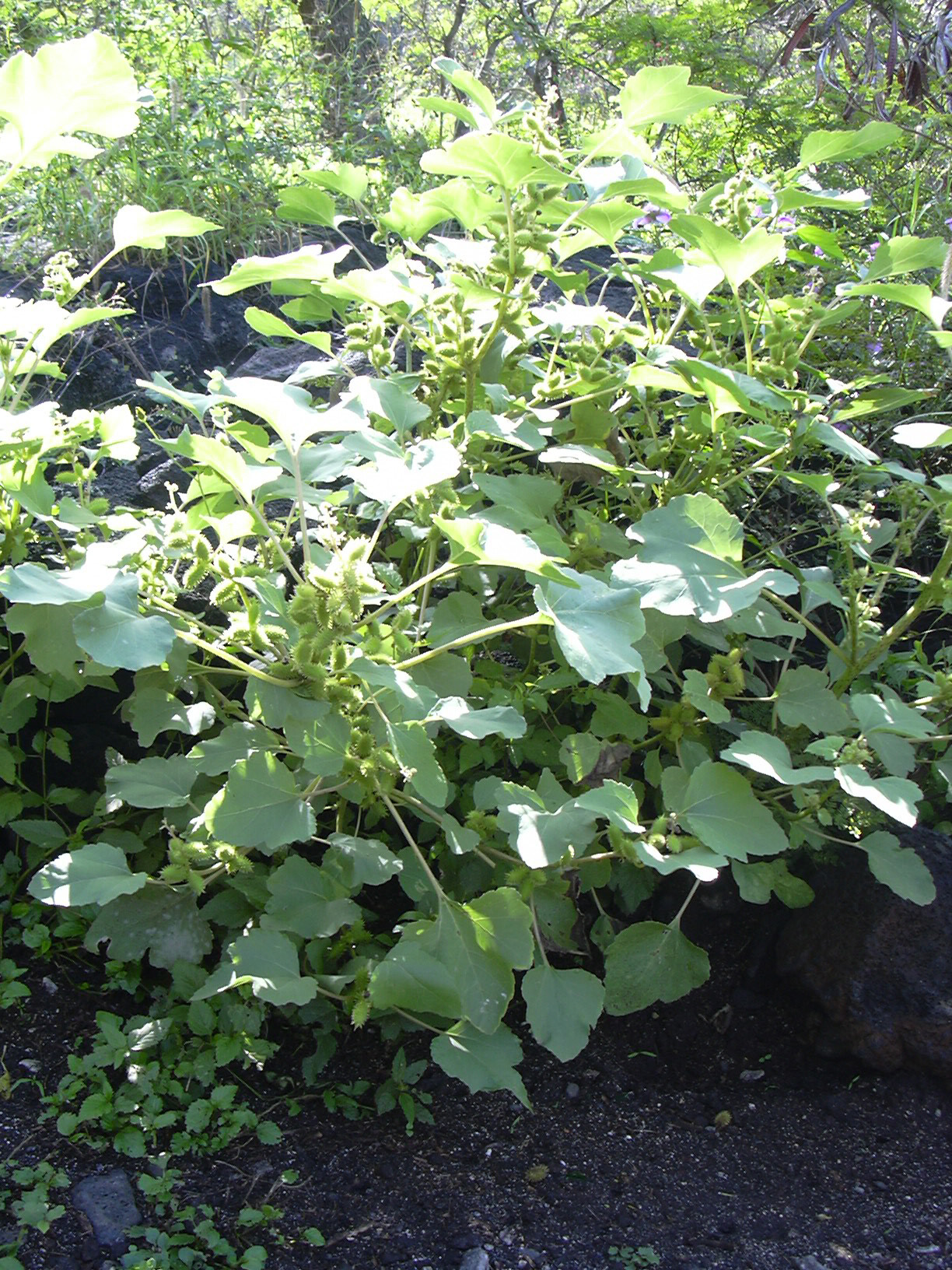
Il portamento

Sono piante non molto alte: 3 – 12 dm.  La forma biologica della specie è terofita scaposa (T scap), sono piante erbacee che differiscono dalle altre forme biologiche poiché, essendo annuali, superano la stagione avversa sotto forma di seme; sono inoltre munite di asse fiorale eretto, spesso con poche foglie. Tutta la pianta ha una pubescenza ruvida. È una specie monoica: i fiori maschili e femminili sono separati ma presenti sulla stessa pianta.

### Radici
Le radici sono secondarie da fittone.

### Fusto
- Parte ipogea: la parte sotterranea è fittonante.
- Parte epigea: la parte aerea del fusto è eretta e molto ramosa alla base (la ramosità forma un cespuglio emisferico).

### Foglie

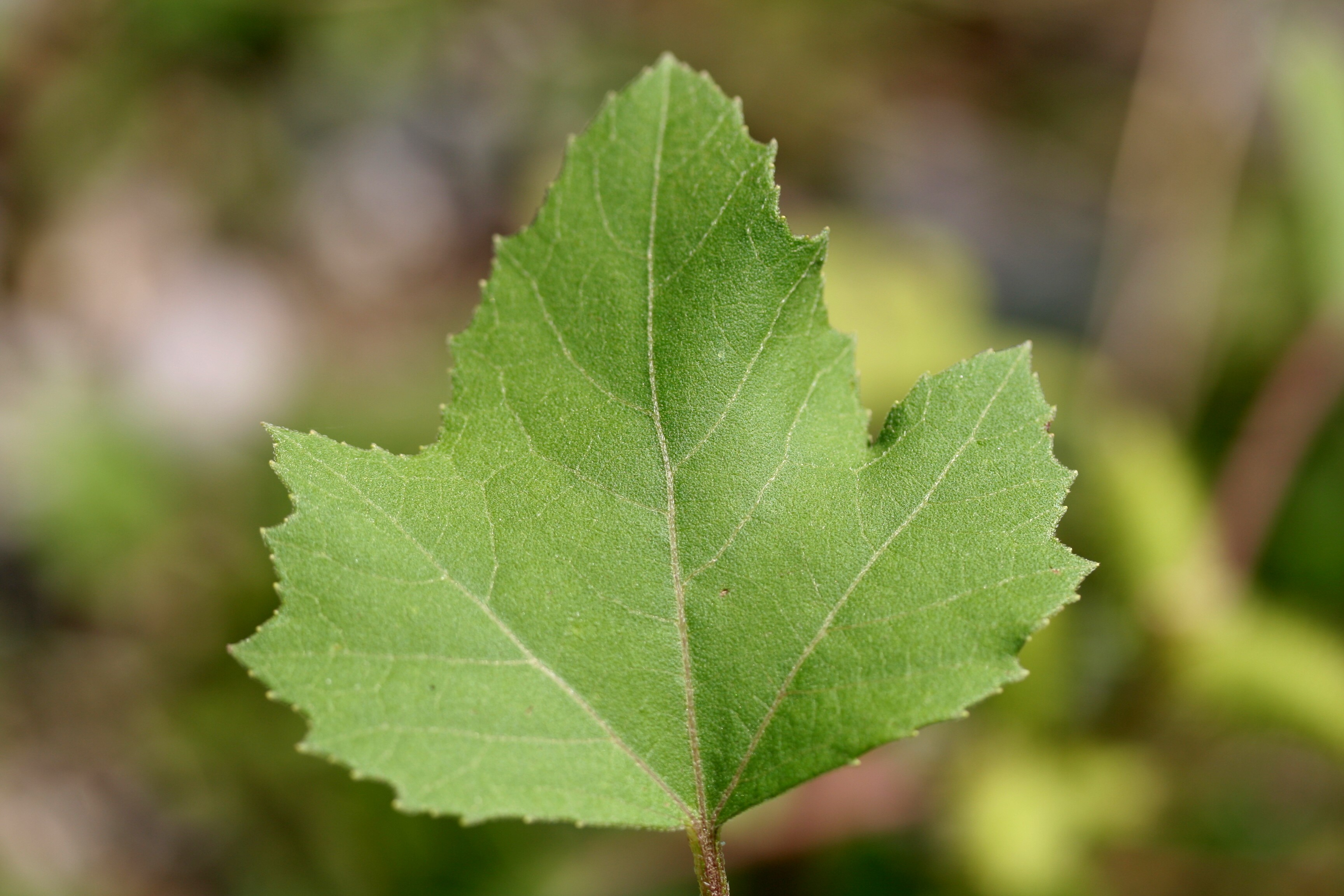
La foglia
Località: Praloran, Limana (BL), 319 m s.l.m. - 19/9/2008

Le foglie sono picciolate, intere o approssimativamente lobate (o incise) a lamina triangolare e a consistenza ruvida. La disposizione lungo il caule è alterna. La superficie è palmato-trinervia, mentre i bordi sono dentati e crenati; la base è cuneata e brevemente troncata. L'apice delle foglie si presenta con due spine uncinate (ricurve). Lunghezza del picciolo: 5 – 15 cm. Dimensione della lamina: larghezza 7 – 12 cm; lunghezza 8 – 12 cm.

### Infiorescenza

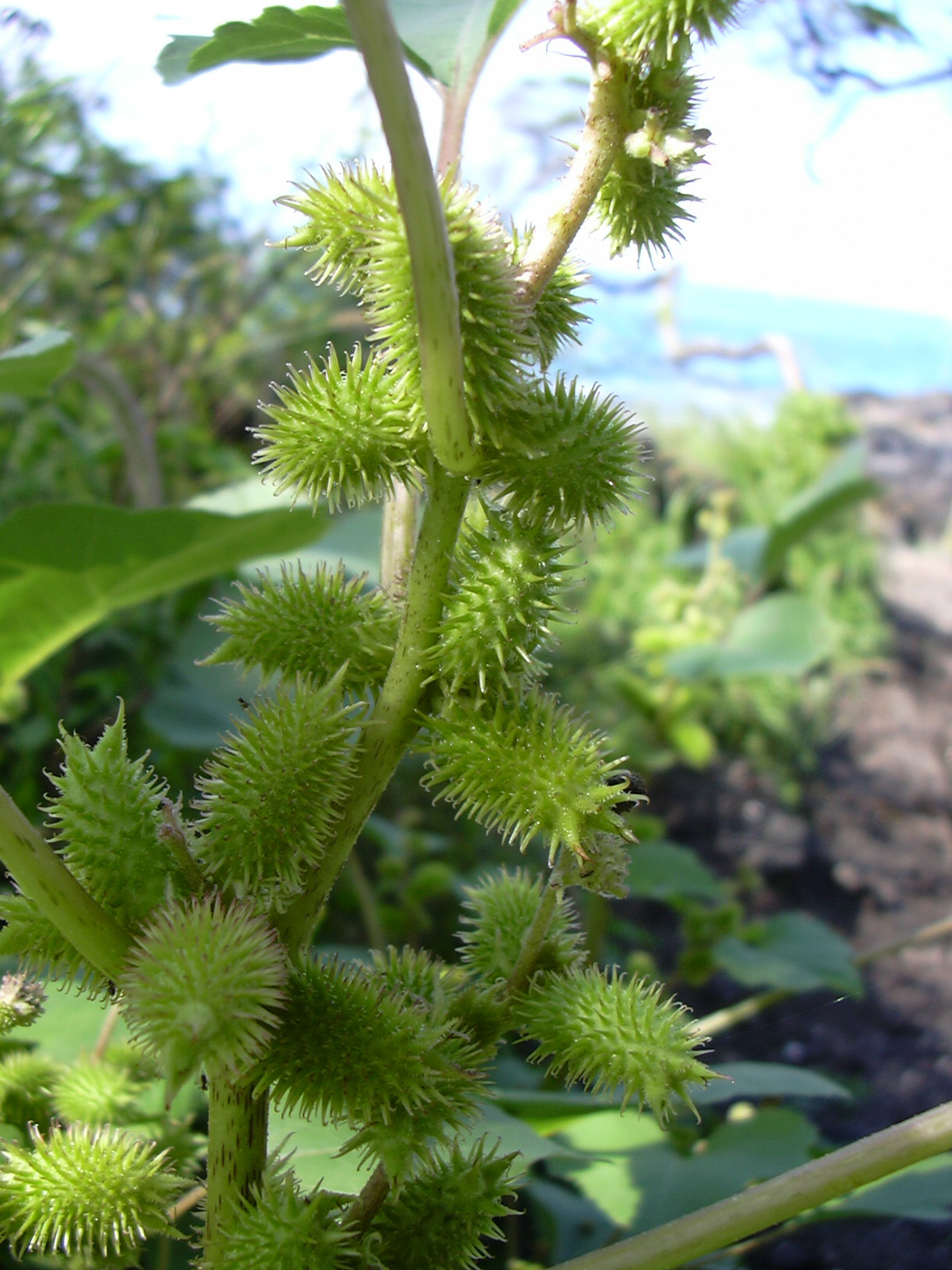
Infiorescenza

Le infiorescenze sono composte da capolini agglomerati unisessuali, ossia capolini maschili e capolini femminili separati e diversificati morfologicamente.  La struttura dei capolini è quella tipica delle Asteraceae: un peduncolo sorregge un involucro composto da più brattee disposte in più serie e che fanno da protezione al ricettacolo  sul quali s'inseriscono alcuni fiori verdastri.
- Capolini maschili: questi capolini sono posizioni nelle parti superiori della pianta è sono più numerosi rispetto a quelli femminili; il peduncolo è più breve. Diametro dei capolini: 6 – 8 mm.
- Capolini femminili: i capolini femminili sono posizionati nelle parti inferiori ed esterne della pianta all'ascella delle foglie e sono raggruppati in numero di 2 - 3; l'involucro è avvolto da brattee uncinate o spine alla cui base sono presenti delle setole patenti e peli ghiandolari; il ricettacolo ha delle pagliette sulle quali s'inseriscono generalmente due fiori[5]. Dimensioni dell'involucro (persistente): larghezza 7 mm; lunghezza 15 mm. Dimensione dell'involucro comprese le spine: larghezza 13 mm; lunghezza 22 mm.

### Fiore

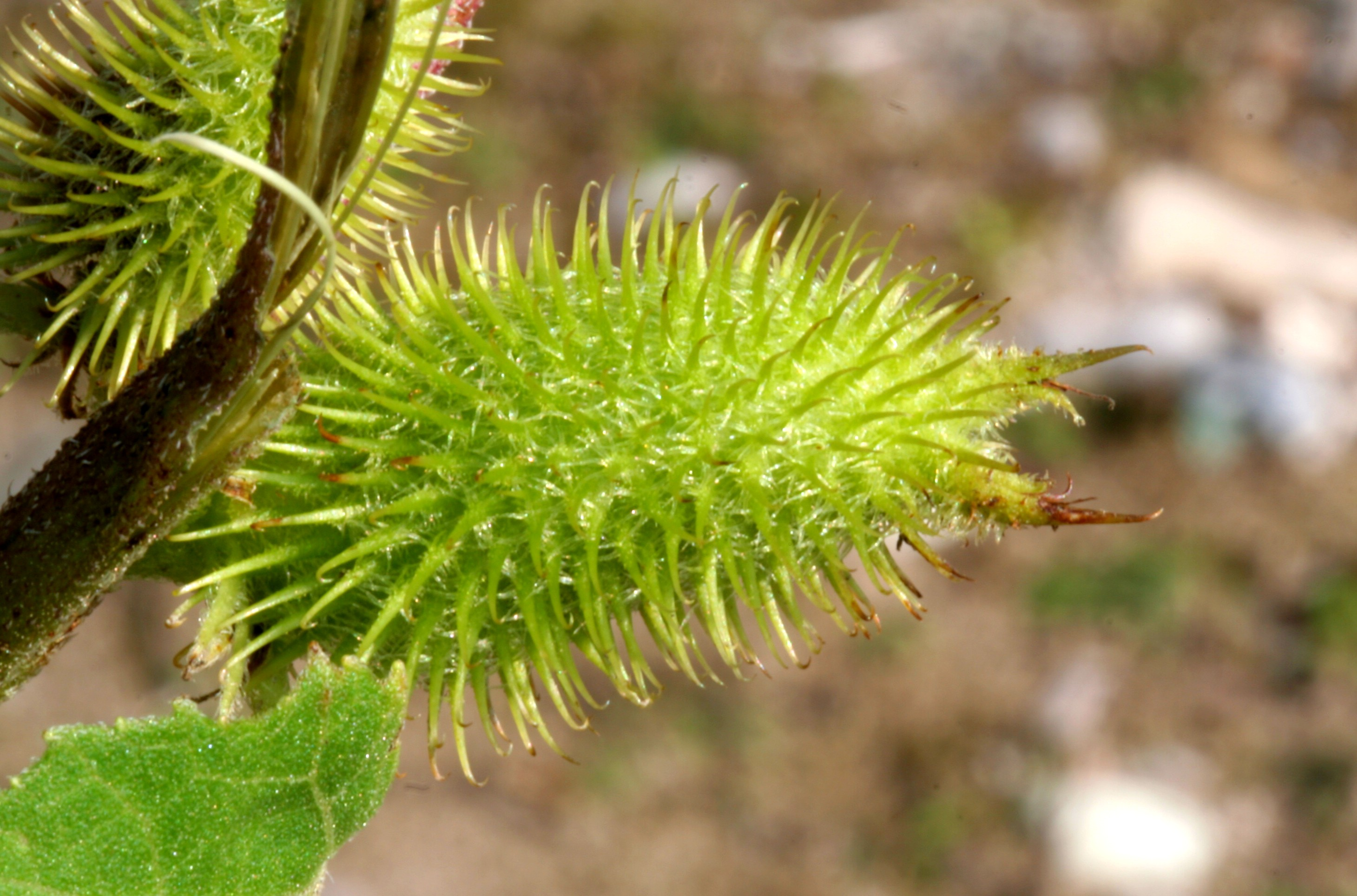
Il capolino
Località: Praloran, Limana (BL), 319 m s.l.m. - 19/9/2008

I fiori sono simpetali, attinomorfi(quelli tubulosi); sono inoltre tetra-ciclici (formati cioè da 4 verticilli: calice – corolla – androceo – gineceo) e pentameri (calice e corolla formati da 5 elementi).
- Formula fiorale: per questa pianta viene indicata la seguente formula fiorale:

* K 0/5, C (5), A (5), G (2), infero, achenio
- Calice: i sepali sono ridotti ad una coroncina di squame nei fiori maschili; in quelli femminili il calice è completamente aderente all'ovario.
- Corolla: i fiori maschili hanno delle corolle tubulari a 5 denti (quelli femminili sono privi di corolla).
- Androceo: gli stami sono 5 con dei filamenti saldati alla corolla, mentre le antere sono libere[3].
- Gineceo: lo stilo è unico con uno stimma bifido; l'ovario è infero e uniloculare formato da due carpelli concresciuti e contenente un solo ovulo.
- Fioritura: da luglio a ottobre.

### Frutti

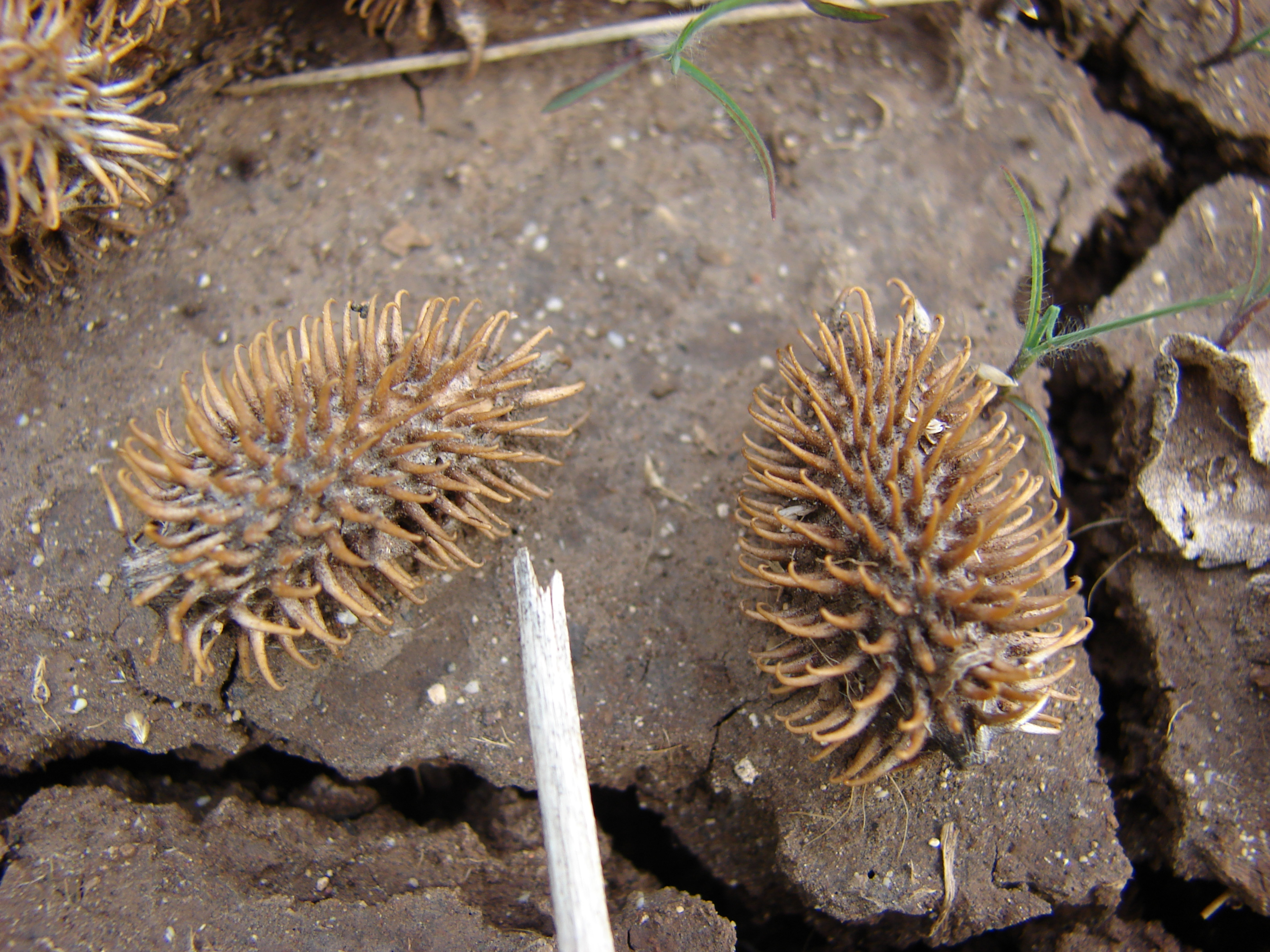
I frutti

Il frutto, chiamato catoclesio, è ricoperto e avvolto dall'involucro indurito e uncinato (sono le brattee dell'involucro del capolino femminile) e contiene due soli semi; alla sua sommità sono presenti due rostri appuntiti ripiegati ad uncino. La lunghezza è doppia rispetto alla larghezza. Lunghezza: 18 – 25 mm.

## Biologia
- Impollinazione: l'impollinazione avviene tramite insetti (impollinazione entomogama).
- Riproduzione: la fecondazione avviene fondamentalmente tramite l'impollinazione dei fiori (vedi sopra).
- Dispersione: i frutti sono spinosi e uncinati per attaccarsi al pelo degli animali e lasciarsi così trasportare lontano (disseminazione zoocora).

## Distribuzione e habitat

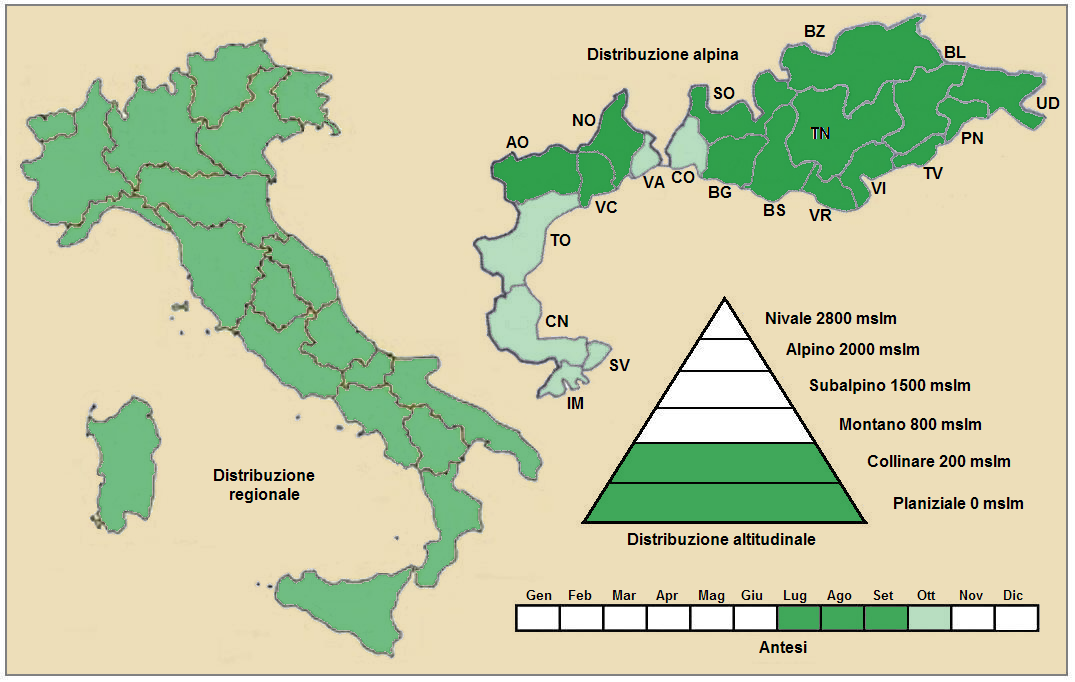
Distribuzione della pianta
(Distribuzione regionale – Distribuzione alpina)

- Geoelemento: il tipo corologico (area di origine) è Sud Europeo, oppure anche Sub-cosmopolita. Secondo Pignatti[8] è una specie originatasi da piante probabilmente di origine americana.
- Distribuzione: sul suolo italiano è più o meno presente ovunque (è considerata specie esotica naturalizzata[1]). Nelle Alpi è comune in tutte le province escluse quelle occidentali. Oltreconfine (sempre nelle Alpi) si trova in Svizzera (Canton Ticino); mentre sugli altri rilievi europei si trova nei Pirenei, Monti Balcani e Carpazi.
- Habitat:  è una specie nitrofila legata agli accumuli di sostanza organica ad esempio sulle spiagge; cresce lungo le rive, sui margini delle strade e lungo il litorali sabbiosi; ma in aree incolte, ruderali e scarpate sassose.  Il substrato preferito è sia calcareo che siliceo con pH neutro, alti valori nutrizionali del terreno che deve essere mediamente umido.
- Distribuzione altitudinale: sui rilievi queste piante si possono trovare fino a 600 m s.l.m.; frequentano quindi i seguenti piani vegetazionali: collinare oltre a quello planiziale – a livello del mare.

### Fitosociologia
Dal punto di vista fitosociologico la specie di questa voce appartiene alla seguente comunità vegetale:
Formazione: delle comunità terofiche pioniere nitrofile
Classe: Bidentetea tripartitae

## Tassonomia
La famiglia di appartenenza della Xanthium italicum (Asteraceae o Compositae, nomen conservandum) è la più numerosa del mondo vegetale, comprende oltre 23000 specie distribuite su 1535 generi (22750 specie e 1530 generi secondo altre fonti). Il genere di appartenenza (Xanthium) è composto da poche specie, meno di una decina a seconda dei vari Autori.

La tassonomia di questa pianta non è ben definita tra le varie checklist botaniche. Oltre alla revisione, in questi ultimi anni, da parte dei botanici italiani (nuovo binomio scientifico: Xanthium orientale L. subsp. italicum (Moretti) Greuter), nei paesi soprattutto anglosassoni (Inghilterra e Stati Uniti) questa specie è nominata diversamente: Xanthium strumarium L. subsp. italicum (Moretti) D.Löve , oppure Xanthium strumarium L. var. canadense (Mill.) Torr. & A. Gray.

Il numero cromosomico di X. italicum è: 2n = 36.

### Variabilità
È una specie mediamente variabile. I caratteri più soggetti a variabilità sono quelli del frutto e delle foglie (possono essere più strette fino a diventare laciniate).

### Sinonimi
Questa entità ha avuto nel tempo diverse nomenclature. L'elenco seguente indica alcuni tra i sinonimi più frequenti:
- Xanthium echinatum Auct. Fl. It., non Murray
- Xanthium echinatum Murr. subsp. italicum (Moretti) O. Bolòs & Vigo (1988)
- Xanthium macrocarpum subsp. italicum (Moretti) Nyman (1879)
- Xanthium orientale L. subsp. italicum (Moretti) Greuter (2003) (l'orientamento delle ultime checklist della flora spontanea italiana è verso questa denominazione)
- Xanthium strumarium L. subsp. italicum (Moretti) D.Löve (2003) (vedi paragrafo “Sistematica”)
- Xanthium strumarium L. var. canadense (Mill.) Torr. & A. Gray (vedi paragrafo “Sistematica”)

### Specie simili
Nell'ambito del genere le specie più simili sono la specie Xanthium strumarium L. (il frutto ha dimensioni più piccole e le 2 spine apicali sono dritte e glabre) e la specie Xanthium orientale L. (il frutto ha una forma più snella con le spine apicali attorcigliate).